# Carcassonne (játék)
A Carcassonne stratégiai társasjáték. Célja egy középkori vidék felépítése  mezőkártyák segítségével. Nevét a dél-franciaországi Carcassonne városról kapta, mivel a játékosok egyik fontos feladata minél nagyobb erődített városok létrehozása. 
2001-ben elnyerte a Spiel des Jahres (Az év játéka) díjat.

## Játékszabály

### Alapelv
A tábla fokozatosan épül a játék folyamán a játékosok által elhelyezett mezőkártyák segítségével. Pontokat a létrehozott mezőkombinációkkal lehet szerezni (alapesetben utakat, réteket, városokat és kolostorokat építhetünk).

### A játék menete
A játék egyetlen, előre meghatározott mezőkártyával kezdődik (e kártyát hátlapja segítségével különböztethetjük meg a többitől, mivel mintázata pontosan a többi inverze). A maradék 71 kártyát összekeverjük és lefelé fordítva az asztalra helyezzük. A játékosok egymás után húznak a kártyákból és megpróbálják azokat a már lent lévők mellé lerakni, úgy, hogy az a számukra legelőnyösebb földrajzi viszonyokat eredményezze. Természetesen a mezőkártyáknak megfelelően kell illeszkedniük egymáshoz, azaz az utaknak utakkal, a városrészleteknek városrészletekkel, a réteknek rétekkel kell érintkezniük (a kolostorok speciális helyzetben vannak, mivel eleve készen kapják őket, így tehát itt is a rétek, illetve utak illeszkedésére kell figyelniük).
Ezután választhatnak, hogy vagy elhelyeznek egyet a 7 emberük közül (a 8. a pontjelző táblán lépeget) a lerakott kártyára, vagy tovább engedik a játék lehetőségét az utánuk következőnek. A lerakott ember lovagként (várban), útonállóként (úton), szerzetesként (kolostorban) vagy parasztként (mezőn) foglal számukra egy adott területet. Figyelem! Ember csak olyan objektumra helyezhető, melyen még nem áll másik – függetlenül attól, hogy az sajátunk vagy riválisunk. Természetesen lehet trükközni azzal, hogy egy még nem illeszkedő kártyára olyan szándékkal helyezünk el egy figurát, hogy az majd később csatlakozik a térkép számunkra fontos területével – hiszen a pontszámításkor az a nyerő, akinek több embere van egy adott területen. A parasztok kivételével minden emberünket újra felhasználhatjuk, mivel ha sikeresen befejeztünk egy objektumot, a bábut levehetjük a térképről és később ismét területet foglalhatunk vele.

### Pontozás
Ha egy építmény lezárul, következik a pontozás. 
Város: A város akkor tekinthető lezártnak, ha minden oldalról várfal (világosbarna) veszi körül. Akinek a legtöbb alattvalója áll rajta, az kapja a pontot. Egyenlőség esetén minden érintett játékos megkapja a pontot. Minden egyes várterület két pontot ér plusz a pajzsok is kettőt-kettőt. Ha egy területkártyán több városrész is található, attól még az a területkártya továbbra is csak két pontot ér.
Út: Út akkor zárul le, ha mindkét vége lezárt. Ez úgy lehetséges, hogy "belefut" az egyik várba vagy egy hármas (vagy négyes) kereszteződés megszakítja. Itt mindegyik rész egy pontot ér. Több alattvaló esetén a szabályok ugyanazok, mint a városnál.
Kolostor: Csak abban a körben lehet ráállni, amikor lehelyezték. A kolostornál az a cél, hogy körbeépítsük. Ha mind a nyolc szomszédját lehelyeztük (lényegtelen, hogy ki rakta le), akkor a kolostort birtokló személy kilenc pontot kap.
Mező: A felhelyezett parasztok a játék végéig a pályán maradnak. Játék végén a mezőn álló játékos a mezőjén lévő várakért (a méretétől függetlenül) három-három pontot kap.
A játék végéig le nem zárt építmények is érnek még pontokat. A le nem zárt várak elemenként és pajzsonként egy-egy pontot érnek. A le nem zárt utak szintén elemenként egy-egy pontot érnek. A kolostor szomszédonként (plusz önmaga) egy pontot ér.

## Kiegészítők
Több hivatalos Carcassonne kiegészítőt is kiadtak, amelyek számos új szabályt adnak az alapjátékhoz, valamint új területlapkák is megjelennek velük. A kiegészítők használatával akár kétszeresére is megnőhet a játékidő. A kiegészítők általában kompatibilisek egymással, és együtt is lehet használni őket. A kiegészítő csomagok mellett vannak úgynevezett Mini kiegészítők (például Folyó, Gróf) is, melyeket az esseni játékkiállításon szokott osztogatni a játék kiadója. Általában ezek kereskedelmi forgalomba nem kerülnek, így hamarosan borsos összegekért cserélnek gazdát gyűjtői körökben.

### Kiegészítő csomagok

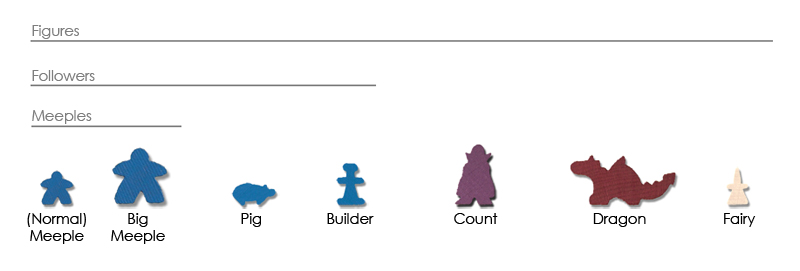
Figura fajták: alapfigura, nagy figura, malac, építőmester, gróf, sárkány, tündér

Carcassonne – 1. – Fogadók és Katedrálisok ("Wirtshäuser und Kathedralen", 2002/2015 új kiadás)
Nálunk a 2002-es első kiadásnak a neve "Első kiegészítő", az új kiadás már a 'Az 1. kiegészítő – Fogadók és katedrálisok' címen jelent meg. 
- 18 új területlapka, közöttük: Katedrális (2 területlapka) és tóparti tanya (6 területlapka).
- 6 db nagy figura, 2 normál lovaggal ér fel.
- Hatodik játékos (8 db szürke színű "meeple" figura)
- (az új kiadásban a hatodik játékos esetében az apát is mellékelve van és a szürke helyett rózsaszínű a hatodik játékos színe)
- 6 db kétoldalas pontlapka (50 / 100 pont az értékeléshez játékosonként 1-1)

Carcassonne – 2. – Kereskedők és építőmesterek ("Carcassonne – Händler und Baumeister", 2003/2015 új kiadás)
A kiegészítőben új terület lapkák találhatóak, és megjelenik a játékban a kereskedelem.
- 24 db új területlapka
- 20 db árucikk (9 bor, 6 búza, 5 posztó)
- 12 db új figura (játékosonként 1-1 malac és 1-1 építőmester)
- 1 db vászon húzózsák

Carcassonne 3. – Hercegnő és Sárkány ("Burgfräulein und Drache", 2005/2016 új kiadás)
Ez a kiegészítő változtatja meg leginkább az alapjátékot, ettől a kiegészítőtől a játék támadó jellegű lesz.  
- 30 db új területlapka (6 tűzhányó, 12 sárkány, 6 bűvös kapu, 6 hercegnő)
- 2 db új figura: Sárkány, Tündér.

A sárkány a tűzhányón lakik, és ha elindul, hat mezőt tarol le – elűzi a ottlévőket.
A sárkánytól megvéd a tündér.
A hercegnő tornyát egy meglévő városba építve kidobja belőle a lovagot.
Bűvös kapu: ezzel elfoglalható egy üresen maradt vár, kolostor, út, mező.
Alagút: egyszerű területlapka, ahol a város nem szakítja ketté az utat, hanem folytatódik a föld alatt.
Carcassonne 4. – A torony ("Der Turm", 2006/2016 új kiadás)
A kiegészítővel megjelenik a játékban a függőleges kiterjedés, és a foglyulejtés is.
- 18 db új területlapka (toronnyal)
- 30 db torony elem
- 1 db kártyaosztó torony

Carcassonne 5. – Apátság és polgármester ("Abtei und Bürgermeister", 2007/2016 új kiadás)
- 12 db új területlapka
- 6 db apátság területlapka (játékosonként 1-1)
- 6 db istálló figura (játékosonként 1-1)
- 6 db szekér figura (játékosonként 1-1)
- 6 db polgármester figura (játékosonként 1-1)

Carcassonne 6. – Gróf, Király és Szentély ("Graf, König und Konsorten", 2008/2017  új kiadás)
Ez a kiegészítő 4 mini kiegészítőből áll, melyekkel egyenként, vagy akár együtt is kiegészíthetjük az alapjátékot.
- Carcassonne grófja (12 db összetartozó területlapka és 1 gróf figura)
- Király és rablólovag (5 db területlapka + 2 db figuralapka)
- A szentély és az eretnek (5 db területlapka)
- A folyó II (12 db területlapka)

Carcassonne – 7. – Katapult ("Das Katapult", 2008/egyelőre nem tervezik az új kiadást)
Ez a kiegészítő kilóg a többi közül, mivel fizikai ügyességi elemet is hoz a játékba. Négy fajta akciója: találat / csábítás / célba lövés / elkapás.
- 12 db új területlapka (katapulttal)
- 24 db 4 fajta katapultjelző
- 1 db katapult
- 1 db vonalzó

Carcassonne – 8. – Hidak, erődök és bazárok ("Brücken, Burgen und Basare", 2010/2017 új kiadás)
A játékban tovább fejlődik a kereskedelem, hidak építésével hosszabb utakra van lehetőség, a várak pedig az építkezéseket teszik változatosabbá.
- 12 db új területlapka (híddal), benne 8 db vásár terület lapka
- 12 db híd figura
- 12 db vár területlapka

Carcassonne – 9. – Juhok és dombok ("Brücken, Burgen und Basare", 2014/ ?? új kiadás)
Új tájlapkákkal, farkas – és juhlapkákkal és juhászokkal bővíthetjük Carcassonne alapjátékunkat! A juhászok Carcassonne mezein békésen terelgetik a nyájukat. Óvatosnak kell lenniük, nehogy meglepje őket a farkas, még mielőtt beterelnék az állataikat az istállóba. 
A dombokon biztosnak hitt pontoktól eshetnek el a játékosok. Egyes szerzetesek pedig örülhetnek a kolostoruk közelében fekvő szőlőhegy miatt.
- 18 db új területlapka (birka jellel)
- 18 db birka- és farkaskorong (4 db egy birkás, 5 db két birkás, 5 db 3 birkás, 2 db négy birkás, 2 db farkas)
- 6 db pásztor figura (játékosonként 1-1)
- 1 vászonzsák

Carcassonne 10. – Vár a porond ("Manege frei!", 2017, új kiadásban jelent csak meg)
A kiegészítő a cirkusz varázslatos világába enged betekintést.
- 20 db új területlapka (cirkusz jellel)
- 16 db állatkorong (1 db elefánt, 2 db tigris, 3 db medve, 5 db fóka, 4 db majom, 1 db bolha)
- 1 db cirkuszfigura sátor
- 6 db cirkuszigazgató figura

### Mini kiegészítők
Carcassonne – A folyó (Carcassonne – Der Fluss, 2001)Ez volt az első mini kiegészítő.
- 12 db új, folyót tartalmazó területlapka

Carcassonne – Király és Felfedező (Carcassonne – König und Späher, 2003)Eredetileg ez két kiegészítő; a Király a Carcassonne játékhoz és a Felfedező a Carcassonne: Vadászok és Gyűjtögetők játékhoz.
- 5 db új területlapka
- Király és Rablólovag lapkák, amivel követni lehet, hogy ki építette a leghosszabb utakat és a legnagyobb városokat.

Carcassonne – A Catharok (Carcassonne – Die Katharer, 2004)Eredetileg a Spielbox német nyelvű játéklapban jelent meg, később angolul is kiadták a Carcassonne almanachban.
- 4 db ostrom területlapka, ahol a catharok rombolják a városfalat.

Carcassonne grófja (Der Graf von Carcassonne, 2004)Benne új lapkákkal, amelyek új játékmenetre ösztönöznek.
- 12 db új területlapka, az egyik magát Carcassonne városát tartalmazza. Új kezdőlapkát is tartalmaz, ami megváltoztatja a játék menetét is,
- Egy gróf figura.

Carcassonne – A folyó II (Der Fluss II, November 2005)Hasonlít az eredeti folyó kiegészítőhöz. Néhány változtatás történt az előző kieg.-en, például a vulkán.
- Új területlapkák, amelyekkel a folyók elágazhatnak

Carcassonne – A Mini-Kiegészítő (Winter 2006)Megjelent a Games Quarterly Magazine #11. számában.
- 1 db új, forrás úttal területlapka, ami elválasztja a mezőt, így megakadályozhatóak az óriásmezők, amit a folyó kiegészítő tett lehetővé.
- 1 db konda területlapka
- 10 db további új területlapka.

Carcassonne – A szentély (Carcassonne – Der Kultstätten, 2008)Először a Gróf, Király és Szentély kiegészítőben jelent meg, aztán kiadták önálló kiegészítőként a Spielbox: Hans im Glück Almanach 2008 kiadványban. Később a Rio Grande Games is kiadta a Szentély, Ostrom és kreativitás csomagjában,
- 5 db új, szentély területlapka, amik a kolostorok és apátságok riválisai.

Carcassonne – Az alagút (Carcassonne – Der Tunnel, 2009)Megjelent a Spielbox: Der Almanach: Hans im Glück, 2009 júniusi számában
- 4 db új területlapka, és 12 jelző földalatti alagút építéséhez,
- Az alagút kiegészítő használható a Hercegnő és Sárkány kiegészítőben lévő alagúttal együtt.

Carcassonne – Gabonakörök (Carcassonne – Die Kornkreise, 2010)A német nyelvű Carcassonne alapjátékkal együtt adták ki.
- 6 db új, gabonakör területlapka

Carcassonne – A pestis (Carcassonne – Die Pest, 2010)Megjelent a Spielbox, 2010 júniusi számában
- 6 db új, pestis-fészek területlapka.
- 18 db bolhazseton

Carcassonne – A fesztivál (2011)Megjelent a játék 10 éves évfordulójára kiadott ünnepi alapjáték kiadásban.
- 10 db új területlapka (minden eltelt év egy ünnepség területlapka)
- Önállóan nem vásárolható meg.

Carcassonne – A fantom (2011)Önálló mini kiegészítőként jelent meg.
- 6 db új "meeple" figura, minden színnek egy (a szürke színhez lila színű figura tartozik). A figura egy fantomot jelenít meg, ami lehetővé teszi egy körön belül két figura (az egyik a fantom) lehelyezését.
- Ez az első kiegészítő, ami nem tartalmaz új lapkát, és az első kiegészítő, ami új "meeple" figurát tartalmaz. Minden fantom meeple figura átlátszó, műanyag.
- Ez a kiegészítő nem kompatibilis az ünnepi kiadással, mert abban is átlátszó, műanyag "meeple" figurák vannak.

## Gyűjteményes kiadások
Carcassonne Limited Edition (2003)
- alapjáték
- Fogadók és Katedrális kiegészítő
- Kereskedő és Építőmester kiegészítő
- Folyó kiegészítő

Carcassonne – Gróf és Király ("CarcassonneKreivi ja Kuningas", 2006)
- Carcassonne grófja mini kiegészítő
- Király és Felfedező mini kiegészítő
- A folyó II. mini kiegészítő

Carcassonne Big Box (2006)
- alapjáték
- Fogadók és Katedrális kiegészítő
- Kereskedő és Építőmester kiegészítő
- Hercegnő és Sárkány kiegészítő
- A torony kiegészítő
- Folyó mini kiegészítő (csak a Rio Grande kiadásban)

Carcassonne – Szentély, Ostrom és Kreativitás (2008)
- Szentély mini kiegészítő (egy újabb területlapkával)
- Ostrom mini kiegészítő (a Cathar kiegészítő átdolgozása)
- 2 db üres, fehér területlapka, amivel saját kiegészítőket lehet készíteni

Carcassonne Big Box 2 (2008, 2009)
- alapjáték
- Fogadók és Katedrális kiegészítő
- Kereskedő és Építőmester kiegészítő
- Hercegnő és Sárkány kiegészítő
- Apátság és polgármester kiegészítő
- Gróf, Király és Szentély kiegészítő
- Folyó II. mini kiegészítő (csak a 2008-as Rio Grande kiadásban)

Carcassonne Big Box 3 (2010, 2011)
- alapjáték
- Fogadók és Katedrális kiegészítő
- Kereskedő és építőmester kiegészítő
- Hercegnő és Sárkány kiegészítő
- Apátság és polgármester kiegészítő
- Hidak, erődök és bazárok kiegészítő

Carcassonne 10 éves jubileumi kiadás (2011)Meeple formájú dobozban van a játék, átlátszó, műanyag "meeple" figurák
- Alapjáték
- Fesztivál mini kiegészítő

## Játékváltozatok
Carcassonne – Vadászok és gyűjtögetők (Carcassonne: Die Jäger und Sammler, 2002)A kőkorszakba visz el minket a játék.
A frigyláda (2003)A Biblia világában játszódó Carcassonne változat.
Carcassonne – A vár (Carcassonne: Die Burg, 2003)A játék kétszemélyes változata, ami a várban játszódik.
Carcassonne – A város (Carcassonne: Die Stadt, 2004)A vár kiadáshoz hasonló, bővített játék, több játékos számára, új területen.
Carcassonne – Felfedezők (Carcassonne: Neues Land, 2005)Carcassonne lakói hajóra szállnak és elindulnak új földeket megismerni és meghódítani.
Carcassonne – Mayflower (Carcassonne: Mayflower, 2008)Felfedezték az Új Világot, itt az ideje az új területek felfedezéseknek és benépesítésének.
Carcassonne – Szerencsekerék (Carcassonne – Das Schicksalsrad, July 2009)Ezt a kiadást alapjáték változatnak is vehetjük, és tekinthetjük kiegészítőnek is. 72 db területlapkát tartalmaz, melyből 63 db az alapjátékból, 6 db a Kocsmák és Katedrálisok kiegészítőből, 1 db a Kereskedők és Építészek kiegészítőből, 2 db pedig a Király és rablólovag kiegészítőből származik. A játék ezen kívül lecseréli a kezdőterületlapkát, ezáltal megjelenik a játékban a szerencse is.
Carcassonne gyermekei (Die Kinder von Carcassonne, 2009)A Carcassonne játék gyerekváltozata.
Cardcassonne (2009)A Carcassonne kártyajáték változata.
Carcassonne – Kockajáték (Carcassonne: Das Würfelspiel, 2011)A Carcassonne játék dobókockára írva.
Carcassone - Téli kiadás (Carcassone: Winter Edition 2012)
A Carcassone játék téli köntösben.
Carcassone - Dél tenger kincsei (Carcassone Südsee 2013)
Új területek felfedezésébe kezdhetünk. Az első a Carcassonne a világ körül sorozatból. Trópusi témájú játék, mely plusz elemet ad a pontok számításához.
Carcassonne Aranyláz (Carcassonne Goldrausch 2014)
Második példánya a Carcassone a világ körül sorozatnak. Az amerikai 19. Századi aranyásók, felfedezők bőrébe bújhatnak a játékosok.
Carcassone Über stock und Stein 2015
A városok és kastélyok gyümölcsös kertre és veteményesre cserélődtek ebben az egyedi játékban
Carcassonne Star Wars 2015
Bolygók vették át a kolostorok helyét, amikért meg is lehet kűzdeni dobókockákkal. A co-op lehetősége is felmerül a játék 2vs2 változatában.
Carcassonne Amazonas 2016
3. Kiadványa a Carcassone a világ körül sorozatnak. 
Carcassonne Safari 2018
4. Kadványa a Carcassonne a világ körül sorozatnak.
Ködbe zárt Carcassonne (Mist over Carcassone 2022)
Az első kooperatív Carcassone, új kiegészítőkkel az alapjátékhoz. 